# Memoriał Zbigniewa Raniszewskiego 1966

## Memoriał Zbigniewa Raniszewskiego 1966
X Memoriał Zbigniewa Raniszewskiego odbył się 15.10.1966 w Bydgoszczy. Zwyciężył Marian Rose.

## Wyniki
- 15 października 1966, na stadionie w Bydgoszczy

| Msc. | Zawodnik            | Klub              | Pkt |             |  |
| ---- | ------------------- | ----------------- | --- | ----------- |  |
| 1    | Marian Rose         | Stal Apator Toruń | 14  | (3,3,3,3,2) |  |
| 2    | Henryk Glücklich    | Polonia Bydgoszcz | 13  | (3,2,2,3,3) |  |
| 3    | Jan Tkocz           | Wybrzeże Gdańsk   | 11  | (2,2,1,3,3) |  |
| 4    | Bengt Jansson       | Szwecja           | 11  | (1,3,2,2,3) |  |
| 5    | Bernt Persson       | Szwecja           | 9   | (3,3,3,u)   |  |
| 6    | Leif Enecrona       | Szwecja           | 9   | (2,1,3,2,1) |  |
| 7    | Mieczysław Połukard | Polonia Bydgoszcz | 9   | (1,3,0,3,2) |  |
| 8    | Rajmund Świtała     | Polonia Bydgoszcz | 8   | (2,2,2,1,1) |  |
| 9    | Hans Holmqvist      | Szwecja           | 7   | (2,0,1,2,2) |  |
| 10   | Zbigniew Podlecki   | Wybrzeże Gdańsk   | 6   | (1,2,2,1)   |  |
| 11   | Norbert Świtała     | Polonia Bydgoszcz | 6   | (3,0,1,2,0) |  |
| 12   | Marian Kaiser       | Wybrzeże Gdańsk   | 5   | (0,d,0,2,3) |  |
| 13   | Leif Larsson        | Szwecja           | 5   | (1,1,1,1,1) |  |
| 11   | Torbjörn Harrysson  | Szwecja           | 4   | (0,1,3,0,0) |  |
| 11   | Andrzej Koselski    | Polonia Bydgoszcz | 1   | (0,0,0,1,0) |  |
| 13   | Edward Kupczyński   | Polonia Bydgoszcz | 0   | (0,d)       |  |